# Final Fantasy Type-0
Final Fantasy Type-0 (ファイナルファンタジー零式, Fainaru Fantajī Reishiki) é um jogo eletrônico de RPG de ação desenvolvido e publicado pela Square Enix. Ele foi lançado no Japão em 27 de outubro de 2011 exclusivamente para o PlayStation Portable. O título faz parte da Fabula Nova Crystallis, uma subsérie dentro da franquia Final Fantasy formada por jogos que compartilham uma mesma mitologia. A jogabilidade coloca o jogador no controle de vários personagens em combates em tempo real durante missões pelo mundo de Orience. O jogador também participa de batalhas estratégicas em grande escala no mapa de jogo, tendo acesso a uma opção multijogador tanto em missões principais quanto em secundárias.
A história se foca na Classe Zero, um grupo de catorze estudantes da Vermillion Peristylium, uma academia de magia no Domínio de Rubrum. A classe é mobilizada pela defesa de Rubrum quando o Império Milites lança um ataque contra os Estados Cristal de Orience a fim de tomar o controle de seus respectivos cristais. Eventualmente, o grupo se envolve nos segredos por detrás da guerra e dos motivos de suas existências. O mundo e sua apresentação foram inspirados em documentários históricos, com a história em si tendo sido escrita para ser um pouco mais sombria que jogos anteriores de Final Fantasy.
Final Fantasy Type-0 foi originalmente anunciado como um jogo para celulares e PSP chamado Final Fantasy Agito XIII. Ele foi dirigido por Hajime Tabata, que assumiu o projeto depois de completar Before Crisis: Final Fantasy VII. Inicialmente projetado para permitir fácil acesso dos jogadores ao universo da Fabula Nova Crystallis, as versões móveis acabaram canceladas e o título alterado para distanciá-lo do carro chefe da subsérie, Final Fantasy XIII. Type-0 foi um sucesso de vendas ao ser lançado, recebendo elogios por sua história e jogabilidade, porém sendo criticado pelos controles de câmera e inteligência artificial. Ele nunca chegou a ser lançado fora do Japão, apesar de planos para isso acontecer. Outros jogos relacionados foram desenvolvidos, incluindo uma remasterização em alta definição para Microsoft Windows e os consoles da oitava geração.

## Jogabilidade
Final Fantasy Type-0 é um jogo eletrônico do gênero RPG de ação em que o jogador controla os catorze membros da Classe Zero. O mundo de jogo é navegado através de um mapa fora de escala, com a exceção de ambientes como a Vermillion Peristylium (a base da Classe Zero) e lugares relacionados com missões. A Classe Zero é enviada em missões pelo mundo de Orience durante o decorrer do jogo. O jogador inicialmente viaja para destinos pré-determinados em um dirigível da Peristylium, porém consegue ganhar sua própria aeronave após derrotar um determinado inimigo e assim viajar livremente pelo mapa. A jogabilidade é apresentada em uma estrutura baseada em missões. Existem dois tipos de missões em Type-0: missões de história e missões de "exercício", que servem como objetivos secundários. Ordens opcionais são dadas durante missões e podem ser obedecidas ou ignoradas de acordo com a vontade do jogador. Os personagens recebem um aumento temporário de poder caso aceitem, com a realização desses objetivos gerando recompensas. Os jogadores também podem entrar em batalhas estratégicas em tempo real no mapa de jogo, com o jogador assumindo o controle de divisões militares aliadas. As missões se focam na libertação de cidades e vilas das mãos inimigas. Missões aéreas também estão disponíveis e envolvem o jogador abatendo dragões com as armas da aeronave.
Os jogadores podem criar chocobos, aves galiformes recorrentes em Final Fantasy, enquanto estiverem fora de combate. Eles precisam capturar dois animais no mapa de jogo e levá-los para uma fazenda especial dentro da Peristylium; um chocobo especial pode ser criado para uso ao se juntar certos tipos de chocobos e adicionar itens específicos. Os jogadores também podem visitar a Peristylium Crystarium e rever inimigos derrotados, informações sobre outros personagens, histórias do mundo de jogo e clipes de vídeo. Moogles, outra criatura recorrente da série, podem passar missões para o jogador e seus objetivos podem mudar durante o jogo. Lojas administradas por personagens não jogáveis, tanto dentro da Peristylium e por Orience, vendem itens e equipamentos que podem ser comprados. Cidades liberadas durante missões dão acesso a outros tipos de lojas. Os jogadores podem desbloquear uma opção "Novo Jogo+" ao completarem Type-0 uma vez: as habilidades e equipamentos são mantidos nesse modo, com a liberação de novas cenas da história e missões específicas de certos personagens. O jogo possui três níveis de dificuldade: "normal", "difícil" e "impossível".

### Combate

O combate em Type-0, com Ace, Machina e Rem enfrentando um dos monstros do jogo.

Type-0 emprega um sistema de combate em tempo real similar ao usado em Crisis Core: Final Fantasy VII. O jogador recebe acesso até três personagens, que podem ser trocados em qualquer momento. Os dois que não estão sendo controlados são comandados pela inteligência artificial do jogo. Cada personagem possui uma arma específica e ataques especiais únicos que são desbloqueados a medida que ganham pontos de experiência. Os personagens podem travar a mira em alvos durante o combate enquanto atacam. Eles são capazes de realizar ataques precisamente cronometrados durante o período em que unidades inimigas também estão atacando: "Breaksight", que inflige grandes danos, e "Killsight", que mata um inimigo comum com um único golpe. Os três personagens podem receber um comando a fim de realizarem uma "Manobra em Tríade", combinando seus ataques para infligir maior dano no oponente. Além dos inimigos humanos, o jogo possui vários monstros recorrentes da série Final Fantasy. Existem também inimigos especiais que podem ser encontrados durante a exploração do mapa de jogo, além dos inimigos enfrentados durante missões.
Inimigos derrotados deixam cair uma substância chamada Phantoma; sua cor indica que aspecto do personagem ela vai reabastecer, apesar dela geralmente reabastecer uma quantidade específica de pontos de magia. A Phantoma é usada no Altocrystarium, o sistema de nivelamento do jogo, para fortalecer as habilidades mágicas do personagem. As habilidades mágicas do jogo estão divididas em cinco grupos básicos nomeados a partir de armas: por exemplo, "Rifle" dispara o encantamento em linha reta, enquanto "Míssil" persegue inimigos. Manter o botão da ação pressionado aumenta o poder do ataque. Muitas situações de combate envolvem desafios cronometrados. O sucesso oferece recompensas ao jogador, porém o fracasso diminuí a vida do personagem. O jogador pode instantaneamente selecionar outro personagem para substituir um que tenha sido derrotado em batalha, com este precisando se recuperar fora da missão. O jogo possui uma arena em que acontecem exercícios de lutas. Apesar desses combates não serem contra inimigos reais, os personagens mesmo assim continuam a subir de nível e ganhar Phantoma, com as batalhas podendo ser marcadas em qualquer momento. Cada personagem tem acesso a monstros convocáveis chamados Eidolons, que atuam como personagens jogáveis temporários e possuem suas próprias habilidades únicas. Convocar um monstro drena toda a barra de vida do personagem selecionado, com ele saindo da batalha até ser revivido. Essas convocações também são afetadas pelo ambiente: por exemplo, os poderes de Shiva são maiores em lugares cobertos de neve. Os Eidolons vão embora depois de um período limitado dentro da batalha. Dentre os monstros disponíveis para os jogadores estão recorrentes da série Shiva, Ifrit, Golem, Odin, Diablos e Bahamut. Cada Eidolon possui uma variante de sua forma original, muitas das quais são destravadas ao progredir no jogo.
Os personagens continuam a subir de nível dentro do Peristylium enquanto o PlayStation Portable está em modo de repouso, o UMD ainda está funcionando e o console carregando. A função multijogador é ativada a partir da tela de configurações e permite que outros dois jogadores entrem no jogo do jogador principal através de conexão com a internet. O tempo permitido para o multijogador é de apenas alguns minutos, com transições entre zonas encerrando a seção. O limite pode ser ampliado pelos jogadores ao auxiliar o jogador principal. O primeiro e último segmentos do jogo não estão abertos para o modo multijogador. Existe também a função Assistência Mágica Acadêmica, em que um personagem não jogável nomeado a partir de algum membro da equipe de produção é convocado para a batalha a fim de ajudar os cadetes.

## Sinopse

### Mundo
Final Fantasy Type-0 se passa em Orience, um continente dividido em quatro nações ou "Estados Cristal". Cada nação possui um cristal de poder baseado nos Quatro Símbolos das constelações chinesas, que por sua vez formam seus emblemas nacionais. O Domínio de Rubrum usa o cristal do Pássaro Vermelho, que controla a magia; o Império Milites controla o cristal do Tigre Branco, contendo o poder da ciência e das armas; o Reino da Concórdia utiliza o cristal do Dragão Azul, detentor do poder dos dragões; e a Aliança Loricana mantém o cristal da Tartaruga Negra, contendo o poder do escudo. Cada nação possui uma academia, ou Peristylium, com o objetivo de pesquisar seus respectivos cristais. Os cristais possuem a habilidade de marcar humanos em seus países como servos, chamados de l'Cie, recebendo um símbolo e um "Foco", uma tarefa que precisa ser completada. Apesar de abençoados com uma vida longa e a habilidade de virarem cristais, os l'Cie são amaldiçoados a perderem suas memórias com o passar do tempo. O povo de Orience também perde as memórias dos mortos a fim de não serem impedidos por nenhum arrependimento passado e continuarem a fortalecer suas almas através do conflito, um mecanismo empregado pelos cristais para a conveniência dos deuses que os criaram. O objetivo dos personagens principais é se tornarem o Agito, uma figura lendária que irá aparecer para salvar o mundo do Tempus Finis, um evento apocalíptico que irá destruir Orience.

### Personagens

Os membros da Classe Zero. Esquerda para direita: Sice, Eight, King, Cater, Cinque, Trey, Rem, Machina, Queen, Ace, Nine, Seven, Jack e Deuce.

A Classe Zero, grupo de catorze estudantes de elite da Vermillion Peristylium, forma os personagens principais de Type-0. Cada um possui uma arma mágica específica: Ace com um baralho, Deuce com uma flauta, Trey com um arco, Cater com um revólver, Cinque com uma maça, Sice com uma foice, Seven com um chicote, Eight com artes marciais, Nine com uma lança, Jack com uma katana, Queen com uma montante, e King com duas pistolas. Os últimos dois, Machina Kunagiri e Rem Tokimiya, também atuam como narradores e o foco do subenredo principal do jogo.
Apoiando a Classe Zero estão seu mentor Kurasame Susaya e Arecia Al-Rashia, ex-mentora e supervisora do desenvolvimento mágico da Vermillion Peristylium. Outros personagens importantes de Rubrum são o chanceler Khalia Chival VI, o líder da nação e diretor da Vermillion Peristylium, e a l'Cie Caetuna. Os principais antagonistas do jogo são as figuras do Império Milites, lideradas pelo marechal Cid Aulstyne. Outros personagens importantes incluem Andoria, a rainha de Concórdia; Gala, líder do Exército Rursus e instigador do Tempus Finis; e Joker e Tiz, duas figuras misteriosas que observam os eventos da história.

### Enredo
O marechal Cid Aulstyne invade as outras nações de Orience com o exército do Império Milites, lançando um ataque devastador contra a Vermillion Peristylium e neutralizando o cristal do Pássaro Vermelho com um bloqueador. A Classe Zero se mantém imune aos efeitos do bloqueador e consegue repelir o ataque. Izana Kunagiri, irmão mais velho de Machina, é morto durante o conflito ao realizar uma missão para a Classe Zero. Esse evento acaba depois criando uma richa entre Machina e seus colegas. A Classe Zero realiza um importante papel na libertação dos territórios de Rubrum sob a coordenação Kurasame e Arecia Al-Rashia, lançando contra-ataques com a ajuda de Concórdia, enquanto a capital de Lorica é destruída por uma bomba de Militei. A rainha de Concórdia força um cessar-fogo entre as nações restantes. A Classe Zero acaba sendo acusada do assassinato de Andoria durante as negociações de paz, fazendo com que o governo marionete de Concórdia se junte à Milites em um ataque conjunto contra Rubrum. Machina foge durante a fuga após brigar com seus colegas, tornando-se um l'Cie do Tigre Branco com o Foco de manter Rem longe do destino do seu irmão.
Rubrum consegue destruir as forças de Concórdia e Milites com a ajuda da Classe Zero e soldados l'Cie, unificando Orience sob sua bandeira. Isso acaba iniciando a chegada do Tempus Finis, com o Exército Rursus emergindo da fortaleza mágica de Pandæmonium para exterminar a população de Orience. Cid e a Classe Zero viajam para Pandæmonium: Cid tenta se transformar no Agito e acaba transformado por Gala no Árbitro de Rursus, enquanto ao mesmo tempo a Classe Zero tenta interromper o Tempus Finis. Os cadetes enfrentam os desafios do Árbitro e o cristal do Pássaro Vermelho lhes oferece a chance de se tornarem l'Cie. Eles recusam a oferta e Rem acaba sendo transformada em uma l'Cie. Machina e Rem acabam lutando entre si no Pandæmonium, com ela sendo mortalmente ferida e os dois se transformando em cristais. A Classe Zero fica enfraquecida pelos desafios e desmoralizada pela condição de Machina e Rem, inicialmente falhando em derrotar o Árbitro. Entretanto, os espíritos dos seus colegas transformados em cristal lhes dão a força necessária para finalmente vencer o Árbitro e parar o Tempus Finis. A Classe Zero é fatalmente ferida no embate e passa seus últimos momentos imaginando sobre como seriam suas vidas no pós-guerra. Eles são encontrados por Machina e Rem, restaurados a forma humana, que, junto com o resto de Orience, recebem a permissão para se lembrarem dos mortos. A sequência pós-créditos afirma que os Estados Cristal entraram em colapso ao mesmo tempo que os cristais perderam seu poder. Machina e Rem uniram e reconstruíram o mundo, com o primeiro registrando a história da Classe Zero antes de morrer ao lado da segunda. Jogar a história uma segunda vez revela que Orience está presa dentro de um looping temporal criado por Arecia e Gala, servas dos deuses Pulse e Lindzei, como parte de um experimento a fim de encontrar o portão para o Mundo Invisível. Elas competiram entre si para abrir o portão de maneiras diferentes, falhando e reiniciando o mundo para uma nova tentativa. Esse experimento já havia sido repetido mais de seiscentas milhões de vezes na época dos eventos de Type-0.
O jogo possui vários finais diferentes. Se a Classe Zero aceitar a oferta do cristal do Pássaro Vermelho para se tornarem todos l'Cie, eles enfrentam Rursus em batalha e morrem, condenando Orience a ser destruída pelo Tempus Finis e renascer em mais uma outra espiral da história. É revelado em uma sequência destravada se Type-0 for jogado uma segunda vez que Cid desejava libertar Orience do controle dos cristais, se matando em uma tentativa mal-sucedida de impedir que Gala o usasse. Joker e Tiz conversam com Arecia depois da derrota do Árbitro para mostrar a ela as memórias da Classe Zero e tentar fazê-la reconsiderar recomeçar o experimento. Arecia decide abandonar o experimento após falar com Machina e Rem, devolvendo os dois para a forma humana. Em um final alternativo, Arecia decide retirar os cristais da história de Orience, criando dessa forma uma nova linha do tempo em que a guerra nunca ocorreu e que a população do mundo vive feliz.

## Desenvolvimento
Final Fantasy Type-0 foi originalmente pensado como um jogo para celulares com o nome de Final Fantasy Agito XIII. Ele foi concebido em 2005 como parte da Fabula Nova Crystallis, uma subsérie dentro da franquia Final Fantasy com jogos conectados por uma mitologia em comum. Agito XIII foi o último jogo original criado para a subsérie. A decisão de fazê-lo um jogo móvel foi baseada no sucesso de Before Crisis: Final Fantasy VII. Hajime Tabata estava procurando por um projeto novo após completar Before Crisis e acabou escolhido como o diretor do jogo, tendo anteriormente ajudado na criação da mitologia da Fabula Nova Crystallis com algumas contribuções. Kosei Ito, que havia trabalhado como produtor de Before Crisis, também trabalhou na mesmo posição em Agito XIII antes de ir para a Capcom em 2009. O jogo foi anunciado pela primeira vez na Electronic Entertainment Expo (E3) de 2006 e seu desenvolvimento começou pouco depois. Foi dito que ele daria acesso fácil ao universo da Fabula Nova Crystallis, usando funções de jogabilidade exclusivas para os celulares da época. O conceito era entregar um jogo para plataformas móveis equivalente aos títulos principais de Final Fantasy para os consoles de mesa, sendo disponibilizado em sua totalidade logo no lançamento ao invés de em um formato episódico.
Já que os celulares da época não ofereciam todas as capacidades que os desenvolvedores queriam, eles começaram a planejar o lançamento para a geração seguinte. Apesar de anunciado originalmente como um exclusivo para telefones, uma versão para PlayStation Portable também estava em desenvolvimento e foi anunciada depois da primeira versão já estar suficientemente avançada. Os membros originais da equipe eram Tabata, Yusuke Naora e Tetsuya Nomura, com o último atuando como desenhista de personagens e produtor criativo. O desenvolvimento de Agito XIII alternou entre períodos de inatividade e indolência de 2006 a 2008 já que a maior parte da equipe estava focada em Crisis Core: Final Fantasy VII. Foi dito em 2008 que o projeto estava enfrentando problemas devido sua escala. Uma questão em que os desenvolvedores lutaram foi ter ou não ter os botões de comando visíveis na tela do celular. Agito XIII foi descrito como um RPG eletrônico online renderizado totalmente com gráficos 3D similares aos dos consoles, além de possuir elementos de jogabilidade tirados de vários gêneros como MMORPGs, jogos menores multijogador e RPGs tradicionais. Outros conceitos foram desenvolvidos porém abandonados, como um ciclo de dia e noite, um sistema de calendário ligado ao mundo real e uma história influenciada pelo voto popular.
Foi decidido em 2008 fazer de Agito XIII um exclusivo de PlayStation Portable, cancelando a versão para celulares já que os desenvolvedores não queriam esperar que a tecnologia móvel alcançasse um nível para poder lidar com a visão total que tinham para o jogo. O desenvolvimento começou naquele ano com a mesma equipe que havia desenvolvido Crisis Core, porém foi novamente prejudicado já que a maioria ainda estava finalizando The 3rd Birthday. Agito XIII chegou perto de ser cancelado devido esses projetos conflitantes. Ele foi alterado entre 2009 e 2011 para distanciá-lo de Final Fantasy XIII, já que desde a mudança de plataforma os dois jogos tinham pouco em comum além da mitologia. Um dos novos títulos considerados e rejeitados foi Final Fantasy Live, que fazia referência ao elemento multijogador. O nome Final Fantasy Type-0 foi eventualmente escolhido e tinha a intenção de indicar a separação do jogo em relação à série principal. O jogo fez sua primeira aparição pública sob sua nova forma em Tóquio durante um evento da Square Enix, com um novo trailer sendo lançando em 27 de janeiro de 2011.

### Desenho

Arte representando os temas e atmosfera de Type-0, criada pelo diretor de arte Yusuke Naora, que se inspirou em experiências pessoais e nos temas do jogo sobre guerra e morte.

O mundo de Type-0 foi concebido por Tabata e escrito por Hiroki Chiba e Sarah Obake. Tabata descreveu o jogo enquanto ele ainda era chamado Agito XIII como "um grande título [...] formado a partir de uma variedade de conceitos" que incluíam a colisão de quatro fantasias (a visão do jogo de Orience), uma batalha entra mágica e armas e os dois lados da realidade. O conceito inicial da história foi fortemente inspirado por mangás e animes populares, porém pouco disso sobreviveu após a mudança de plataforma. Ao invés disso o diretor escolheu um novo estilo similar a documentários e filmes históricos. O novo conceito veio da ideia de uma história de guerra contada por jovens pegos no meio do evento, com os temas envolvendo morte e seu impacto nos outros. Uma grande inspiração foi a série de documentários Centuries of Picture, com a história final do jogo sendo mais sombria que outros títulos da série Final Fantasy. Type-0 se manteve dentro da Fabula Nova Crystallis apesar da mudança de nome. A abordagem escolhida foi interpretar o papel das divindades a partir de um ponto de vista histórico, enquanto ao mesmo tempo se focando no lado humano dos eventos. A natureza cíclica do universo do jogo foi criada para auxiliar na incorporação de aspectos da mitologia. Tabata comentou após o lançamento que ele gostaria de ter sido mais minucioso ao escrever a história para que assim ela fosse mais fácil de compreender.
A arte do logotipo do jogo foi desenhada por Yoshitaka Amano, artista regular da série. O símbolo kanji utilizado no logo foi desenhado por Naora, que anteriormente também havia criado o logotipo da Shinra em Final Fantasy VII. Naora pediu especificamente para poder desenhar o logotipo devido suas experiências anteriores. Ele realizou uma viagem para uma ilha japonesa que havia visitado anos antes a fim de conseguir alcançar uma atmosfera mais "pesada", adicionando elementos no jogo como destroços de um navio para simbolizar seu medo do mar. Naora também foi influenciado por um incidente ao ver um gato morto sendo cercado por outros gatos, algo que lhe ajudou a mostrar em artes promocionais os temas da história e o laço entre os membros da Classe Zero.
Os personagens foram desenhados por Nomura, Naora, o co-diretor de arte Yusaku Nakaaki e o sub-desenhista de personagens Roberto Ferrari. Nomura e Naora cuidaram dos personagens principais, enquanto Nakaaki e Ferrari ficaram com o elenco secundário. Cada personagem jogável inicialmente recebeu de Nomura um traço de desenho básico que foi gradualmente expandido durante o processo criativo, com atenção especial para evitar que eles ficassem parecidos. Parte disso veio de dar uma arma única para cada um: a flauta de Deuce e o baralho de Ace foram os mais difíceis de realizar a partir de um ponto de vista técnico. As personalidades e os traços de cada personagem foram finalizados depois do mundo de jogo ter sido criado: para cada um a equipe planejou como cada membro do elenco se originou e que eventos ocorreram ao seu redor. O sistema de nomeação, baseado nas cartas do baralho, foi escolhido porque a equipe gostou da ideia. Os personagens foram criados com alturas e tipos físicos diferentes a fim de enfatizar tanto o realismo do jogo quanto o fato do elenco ser adolescente.
A jogabilidade foi inspirada no sistema multi-personagem de Before Crisis, enquanto o nome dos estilos de magia com armas de guerra fazia referência à jogos de tiro em primeira pessoa. O combate foi projetado para ser repleto de tensão e representar no campo de batalha a personalidade de cada personagem. Originalmente os Eidolons não seriam controlados em tempo real, porém Tabata realizou alguns testes no desenvolvimento de Ifrit. Ele ficou impressionado pelos resultados e decidiu superar as dificuldades técnicas e deixar os Eidolons controláveis. A inteligência artificial para personagens jogáveis teve que ser limitada para curar, sobreviver e outras ações menores por causa de restrições técnicas e a presença da função Assistência Acadêmica. O componente multijogador foi projetado ao redor dessas restrições. Sua produção ainda estava ocorrendo em 2011, com a interrupção temporária da PlayStation Network afetando negativamente seu desenvolvimento. A depuração demorou muito mais do que o antecipado por causa do tamanho do projeto. Ajustes foram feitos entre o lançamento do demo e o jogo final nas áreas da mecânica de jogabilidade e controle de câmera. Tabata comentou após a finalização de Type-0 que ele gostaria de ter expandido mais o modo multijogador e a jogabilidade cooperativa, criando uma melhor curva de aprendizado.

### Música
A música de Type-0 foi composta por Takeharu Ishimoto, que anteriormente já havia trabalhado para a Square Enix em Before Crisis, Crisis Core e The World Ends with You. Ishimoto fez com que a música assumisse um clima mais pesado e sombrio, descrevendo os temas como "guerra, vida e morte". Ele empregou bem menos elementos de rock do que em seus jogos anteriores a fim promover um sentimento de imersão. Um dos principais instrumentos utilizados foi a guitarra, que o próprio Ishimoto tocou durante as gravações. A equipe não queria ficar contida apesar de Type-0 ser um jogo de PlayStation Portable, dessa forma gravando uma quantidade incomum de faixas para um título spin-off. A gravação era feita ao vivo sempre que possível. Os elementos orquestrais e de coral foram tocados pela Orquestra Sinfônica de Sydney e o Coral Cantillation, com a gravação e mixagem dessas faixas sendo realizada na Ópera de Sydney. A gravação das outras faixas ocorreu no estúdio de Ishimoto no Japão. O compositor combinou os elementos orquestrais e de coral após as gravações, rearranjando os temas principais para criar maior variedade. Kentaro Sato realizou arranjos para músicas orquestrais, enquanto o arranjo de outras faixas ficou com Rieko Mikoshiba.
A canção tema do jogo, "Zero", foi composta e interpretada pela banda japonesa Bump of chicken. A banda já era uma fã da série Final Fantasy antes de ser contatada pela Square Enix, concordando imediatamente. Ela foi trazida depois da mudança de plataforma para o PlayStation Portable, mas ainda enquanto o jogo se chamava Agito XIII. Os membros puderam ver imagens em desenvolvimento da jogabilidade, pedaços do roteiro e ilustrações dos personagens para servirem de inspiração. A banda recebeu praticamente carta branca na composição da canção, com a única guia dada sendo a sugestão de Tabata para que eles usassem a música "Is Paris Burning?", de Takeshi Kako e tema da série Centuries of Picture, como uma inspiração. Várias versões de "Zero" foram compostas a fim de serem usadas em diferentes partes do jogo. A pedido do líder da banda Motoo Fujiwara, a arte de Amano para o logotipo de Type-0 também foi usada para a capa da edição limitada da single.
A trilha sonora original da Type-0 foi lançada em 26 de outubro de 2011 em duas versões diferentes: uma edição comum e outra limitada que poderia ser comprada separadamente ou junto com a edição de colecionador do jogo. A Square Enix também vendeu um álbum promocional com cinco faixas da trilha em seu estande durante a Odaiba Expo de 2011. O álbum completo permaneceu nas tabelas de mais vendidos da Oricon durante sete semanas, alcançando a 25ª posição. O álbum recebeu críticas positivas de sites ocidentais especializados em músicas de jogos eletrônicos, com tanto a trilha como um todo quanto faixas individuais sendo muito elogiadas. "Zero" por sua vez foi lançada em 19 de outubro como uma single ao invés de junto com a trilha principal, também recebendo edições normal e limitada. A canção permaneceu nas tabelas da Oricon durante 32 semanas, alcançando a 2ª posição.
| Disco 1        |                                      |                                                |         |  |
| N.º            | Título                               | Título japonês (romanização)                   | Duração |  |
| 1.             | "Tempus Bellum"                      | 開闢の刻 (Kaibyaku no Koku)                    | 1:52    |  |
| 2.             | "We Have Come"                       | 我ら来たれり (Warera Kitareri)                 | 4:31    |  |
| 3.             | "Guided Conclusion"                  | 導かれる結論 (Michibikareru Ketsuron)          | 1:06    |  |
| 4.             | "Three Hours That Changed the World" | 運命の三時間 (Unmei no Sanjikan)               | 4:04    |  |
| 5.             | "Wings of Fire"                      | 炎の翼 (Honō no Tsubasa)                       | 3:17    |  |
| 6.             | "Horror of the Abyss"                | 深淵の恐怖 (Shin'en no Kyōfu)                  | 2:55    |  |
| 7.             | "Divine Fire"                        | 浄火 (Jōka)                                    | 2:08    |  |
| 8.             | "Arms of Steel"                      | 鋼の腕 (Hagane no Ude)                         | 3:57    |  |
| 9.             | "War: Warrior Worth a Thousand"      | 戦－一騎当千 (Ikusa - Ikkitousen)              | 2:39    |  |
| 10.            | "Servant of the Crystal"             | クリスタルの使徒 (Kurisutaru no Shito)         | 2:31    |  |
| 11.            | "Choosing How to Die"                | 死に方の選び方 (Shinikata no Erabikata)        | 3:39    |  |
| 12.            | "Arecia Al-Rashia"                   | アレシア・アルラシア (Areshia Arurashia)       | 3:27    |  |
| 13.            | "Crystal Guide Us"                   | クリスタルの加護 (Kurisutaru no Kago)          | 3:04    |  |
| 14.            | "Time of Tranquility"                | 静謐な時間 (Seihitsu na Jikan)                 | 3:06    |  |
| 15.            | "Moglin"                             | もぐりん (Mogurin)                             | 2:04    |  |
| 16.            | "Erased Memories"                    | 消えた記憶 (Kieta Kioku)                       | 2:41    |  |
| 17.            | "A Day Like Any Other"               | とある日の日常 (Toaru Hi no Nichijō)           | 2:48    |  |
| 18.            | "Machina Kunagiri"                   | マキナ・クナギリ (Makina Kunagiri)             | 2:48    |  |
| 19.            | "War: Unseen Peace"                  | 戦－目に見えぬ平和 (Ikusa - Me ni Mienu Heiwa) | 4:17    |  |
| Duração total: | Duração total:                       | Duração total:                                 | 56:54   |  |

| Disco 2        |                                     |                                                   |         |  |
| N.º            | Título                              | Título japonês (romanização)                      | Duração |  |
| 1.             | "Show of Power"                     | 示される力 (Shimesareru Chikara)                  | 3:11    |  |
| 2.             | "Untainted Eyes"                    | 穢れなき瞳 (Kegarenaki Hitomi)                    | 3:35    |  |
| 3.             | "Rem Tokimiya"                      | レム・トキミヤ (Remu Tokimiya)                    | 3:26    |  |
| 4.             | "The Forlorn Heart"                 | 寂しき心 (Sabishiki Kokoro)                       | 2:31    |  |
| 5.             | "That Which Quivers"                | 蠢くもの (Ugomeku Mono)                           | 3:30    |  |
| 6.             | "Raise the Vermillion Banner"       | 朱雀の旗が立つとき (Suzaku no Hata ga Tatsu Toki) | 4:10    |  |
| 7.             | "The Heart Boils"                   | 滾る心 (Tagiru Kokoro)                            | 2:46    |  |
| 8.             | "The Earth Under Our Feet"          | 踏みしめる大地 (Fumishimeru Daichi)               | 2:00    |  |
| 9.             | "Chocobo!"                          | チョコボ! (Chocobo!)                              | 1:22    |  |
| 10.            | "War: Recapture"                    | 戦－奪還作戦 (Ikusa - Dakkan Sakusen)             | 3:57    |  |
| 11.            | "War: That Which Stands in the Way" | 戦－立ち塞がるもの (Ikusa - Tachifusagaru Mono)   | 2:49    |  |
| 12.            | "White Thunder"                     | 白き雷 (Shiroki Kaminari)                         | 4:34    |  |
| 13.            | "War: The White Weapon"             | 戦－白の兵器 (Ikusa - Shiro no Heiki)             | 3:16    |  |
| 14.            | "Kind Tears"                        | 優しき涙 (Yasashiki Namida)                       | 3:43    |  |
| 15.            | "War: Life of Darkness"             | 戦－暗き生 (Ikusa - Kuraki Sei)                   | 3:58    |  |
| 16.            | "War: That Which Lurks"             | 戦－潜むもの (Ikusa - Hisomu Mono)                | 4:08    |  |
| 17.            | "War: Breaking Through"             | 戦－突破 (Ikusa - Toppa)                          | 4:36    |  |
| 18.            | "War: Howl of the Dreadnought"      | 戦－弩級の響き (Dokyū no Hibiki)                  | 2:55    |  |
| 19.            | "The Vanishing Soul"                | 消えゆく心 (Kieyuku Kokoro)                       | 3:54    |  |
| Duração total: | Duração total:                      | Duração total:                                    | 64:21   |  |

| Disco 3        |                                        |                                                                       |         |  |
| N.º            | Título                                 | Título japonês (romanização)                                          | Duração |  |
| 1.             | "The Azure Spirit"                     | 蒼き魂 (Aoki Tamashī)                                                 | 3:11    |  |
| 2.             | "Swaying Thoughts"                     | 揺蕩う想い (Tayutau Omoi)                                             | 4:09    |  |
| 3.             | "War: Pursuit"                         | 戦－追撃 (Ikusa - Tsuigeki)                                           | 3:54    |  |
| 4.             | "Human Strengths and Weaknesses"       | 人の弱さと強さ (Hito no Yowasa to Tsuyosa)                            | 3:38    |  |
| 5.             | "Your History and Fate"                | 自らの歴史と運命 (Mizukara no Rekishi to Unmei)                       | 2:44    |  |
| 6.             | "Soar"                                 | 空翔る (Sora Kakeru)                                                  | 2:48    |  |
| 7.             | "War: The Quiet Bloodbath"             | 戦－静かな激闘 (Ikusa - Shizuka na Gekitō)                            | 2:17    |  |
| 8.             | "War: Depths of Naraku"                | 戦－ナラクの底 (Ikusa - Naraku no Soko)                               | 3:16    |  |
| 9.             | "Machina Kunagiri (Arrangement)"       | マキナ・クナギリ／Arrange Version (Makina Kunagiri/Arrange Version)   | 2:32    |  |
| 10.            | "Rem Tokimiya (Arrangement)"           | レム・トキミヤ／Arrange Version (Remu Tokimiya/Arrange Version)       | 2:44    |  |
| 11.            | "War: The Quiet Bloodbath (Long)"      | 戦－静かな激闘／Long Version (Ikusa - Shizuka na Gekitō/Long Version) | 3:56    |  |
| 12.            | "Tempus Finis"                         | フィニスの刻 (Finis no Koku)                                          | 2:53    |  |
| 13.            | "Machina and Rem"                      | マキナとレム (Makina to Rem)                                          | 5:08    |  |
| 14.            | "Tempus Ratio"                         | 裁きの刻 (Sabaki no Koku)                                             | 4:22    |  |
| 15.            | "Vermillion Fire"                      | 朱雀の炎 (Suzaku no Honō)                                             | 3:05    |  |
| 16.            | "Type Zero"                            | 零式 (Reishiki)                                                       | 7:55    |  |
| 17.            | "Silence"                              | 未定 (Silence)                                                        | 4:32    |  |
| 18.            | "Colorful – Falling in Love"           | カラフルフォーリンラブ (Colorful Fall in Love)                        | 4:30    |  |
| 19.            | "Colorful – Falling in Love (Karaoke)" | カラフルフォーリンラブ／カラオケ (Colorful Fall in Love/Karaoke)      | 4:30    |  |
| Duração total: | Duração total:                         | Duração total:                                                        | 67:34   |  |

## Lançamento
Type-0 foi lançado no Japão em 27 de outubro de 2011, recebendo edições físicas e digitais. O jogo tinha sido originalmente anunciado para o meio do ano, porém dificuldades não reveladas com o desenvolvimento e a interrupção da PlayStation Network forçaram um adiamento. Ele então foi anunciado para 13 de outubro, porém foi adiado em mais duas semanas. Nenhuma informação sobre o motivo foi dada além da Square Enix desejar melhorar a qualidade do produto. Foi especulado que isso ocorreu devido reclamações sobre o controle de câmera e outros elementos de jogabilidade. O lançamento da trilha sonora e da canção tema também foram adiadas. Type-0 foi um dos poucos jogos para PlayStation Portable a ser lançado em dois UMDs, já que Tabata queria cortar o mínimo de conteúdo possível, o que seria impossível caso apenas um UMD. Um demo foi lançado em agosto de 2011, contendo sete personagens jogáveis e quatro missões. Os dados salvos podiam ser transferidos para o jogo completo, desbloqueando figurinos e itens especiais, mantendo também os pontos de experiência. Um segundo demo foi lançado em 22 de novembro, um mês após a estreia. Ele substituiu o demo original e deu aos jogadores acesso a itens e figurinos exclusivos. Uma edição de colecionador foi vendida exclusivamente através da loja online oficial da Square Enix, contendo ilustrações, a edição limitada da trilha sonora, cartões e um livro com descrições dos personagens. Type-0 foi posteriormente adicionado à coleção "Ultimate Hits".
Type-0 nunca recebeu uma localização oficial fora do Japão em sua forma original. Durante o desenvolvimento, enquanto o jogo ainda era chamado de Agito XIII, Tabata disse que estava tentando deixá-lo atraente o bastante para jogadores norte-americanos. Apesar da localização ter sido confirmada como em desenvolvimento, a versão original do título nunca foi lançada no ocidente. Os sites norte-americanos 1UP.com e Joystiq especularam na época do lançamento que Type-0 poderia ser levado para o ocidente de forma bem sucedida através de uma conversão para PlayStation Vita. Tabata mais tarde comentou que a diminuição do mercado ocidental do PlayStation Portable e incertezas sobre o sucesso comercial do PlayStation Vita foram as principais razões por Type-0 nunca ter deixado o Japão.
Uma tradução não-oficial feita por fãs foi anunciada no meio de 2012. O trabalho de tradução ocorreu pelos dois anos seguintes, durante o qual a Square Enix permaneceu evasiva sobre um lançamento oficial no ocidente. O conteúdo foi originalmente anunciado para um lançamento em 8 de agosto de 2014, porém estreou em 9 de junho. A tradução foi baixada mais de cem mil vezes durante os primeiros quatro dias de acordo com o líder do projeto. Ela foi retirada do ar no mês seguinte após a Square Enix ter supostamente ameaçado tomar ações legais. Declarações posteriores revelaram que a tradução foi lançada antes do que o anunciado porque o tradutor líder do projeto queria que os fãs vissem suas realizações, criando assim uma rixa com o resto da equipe envolvida. A Square Enix e a equipe de tradução haviam se comunicado amigavelmente antes do lançamento. O pedido formal para a retirada da tradução foi feito algumas semanas depois do lançamento, pouco antes da empresa anunciar Type-0 HD.

### Divulgação
Várias peças de merchandising foram criadas para Type-0. Uma Ultimania, série de livros guias, foi lançada no mesmo mês que o jogo. Ela tinha resumos da história e personagens, artes conceituais e entrevistas com os desenvolvedores. Outro livro chamado Final Fantasy Type-0 World Preview também foi lançado em outubro. Ele continha biografias dos personagens, detalhes do mundo de Orience e entrevistas com os dubladores da Classe Zero. Um livro de arte foi lançado no ano seguinte contendo ilustrações dos personagens e monstros do jogo, além de uma entrevista com Tabata. Personagens como Ace, Machina e outros membros da Classe Zero apareceram na quarta série de lançamentos da Final Fantasy Trading Card Game. Uma adaptação em mangá de Type-0, ilustrada por Takatoshi Shiozawa, começou a ser serializada na revista Young Gangan em novembro de 2011. O mangá foi reunido em um volume único lançado em 21 de abril de 2012. Outro mangá intitulado Final Fantasy Type-0 Side Story: Reaper of the Icy Blade, também ilustrado por Shiozowa, começou a ser serializado na Young Gangan também em abril de 2012. Ele se encerrou em janeiro de 2014, com um capítulo bônus publicado no mês seguinte e toda coleção sendo posteriormente reunida em cinco volumes. A Yen Press começou a publicar os mangás no ocidente em julho de 2015. A Square Enix também lançou duas romantizações em abril e junho de 2012, mostrando uma versão alternativa da história: Final Fantasy Type-0: Change the World -The Answer- e Final Fantasy Type-0: Change the World Volume 2 -The Penultimate Truth-, ambos escritos por Sōki Tsukishima.

## Recepção
Final Fantasy Type-0 vendeu 472.253 unidades durante sua primeira semana de lançamento, chegando em primeiro lugar dos jogos mais vendidos no Japão e esgotando 79,08% de sua remessa inicial. Ele já havia vendido 746.203 cópias até 16 de janeiro de 2012. Type-0 foi o jogo mais vendido do Japão em 2011 na loja Tsutaya, vencendo Monster Hunter Portable 3rd e Final Fantasy XIII-2. Também foi o jogo de PlayStation Portable mais vendido do ano, seguido por Monster Hunter e Dissidia 012 Final Fantasy.
As publicações Famitsu e Dengeki PlayStation elogiaram sua história, com a primeira dizendo que ela "retrata vividamente o fato de que esta é uma experiência Final Fantasy profunda e intensa, algo além do que apenas uma história paralela". Heath Hindman da PlayStation LifeStyle ficou impressionado pela apresentação mais sombria, chamando-a de "poderosa e bem feita", elogiando também os personagens apesar de achar algumas cenas de introdução embaraçosas. Erren Van Duine do RPG Site afirmou que os fãs iriam gostar da escala da narrativa, também elogiando como o jogo lidava com a mitologia da Fabula Nova Crystallis. Ela mesmo assim disse que alguns pontos do enredo pareciam ter sido incluídos apenas por uma espécie de conveniência, criticando também o final pois forçava o jogo ser jogado novamente para que toda a história fosse desbloqueada.
A Famitsu chamou a jogabilidade original de uma "experiência sem pressão", elogiando o tamanho do jogo e afirmando que seu sistema de combate voltado para a ação lhe fez "uma experiência Final Fantasy bem diferente". A Dengeki PlayStation similarmente elogiou seu tamanho e combate, porém a resenha achou que elementos da navegação não eram tão bons. Hindman de forma geral foi bem positivo sobre a maioria dos aspectos da jogabilidade e do valor de se jogar novamente, porém encontrou falhas com a abertura do mundo e dos segmentos de estratégia em tempo real. Van Duine falou que a jogabilidade encorajava a imersão e era severa com novatos; ela elogiou diversos pontos da jogabilidade, entretanto achou "complicado" o sistema de nivelamento. A função multijogador foi universalmente elogiada no Japão. As opiniões se dividiram sobre a câmera de jogo, com a Famitsu elogiando seu movimento enquanto Van Duine e a Dengeki acharam problemas com ela ficando presa no ambiente ou impedindo a visibilidade. A inteligência artificial também recebeu críticas.

## Legado
Final Fantasy Type-0 afetou outros títulos da série Final Fantasy de diversas maneiras. Vários membros da equipe e dubladores que haviam trabalhado em Final Fantasy X se reencontraram durante o desenvolvimento de Type-0, com sua reunião impulsionando o começo da produção de Final Fantasy X/X-2 HD Remaster. A Square Enix revelou Final Fantasy Agito em uma edição de setembro de 2013 da Famitsu Weekly, um jogo online no mesmo universo de Type-0 para celulares iOS e Android. Ele foi lançado em maio de 2014, com sua localização sendo anunciada junto com a de Type-0. Seus servidores foram desativados em novembro de 2015, com a localização sendo cancelada como resultado. Final Fantasy Awakening, um novo jogo online no mesmo universo, foi lançado na Ásia em 2016.
Tabata decidiu fazer uma remasterização de Type-0 para os consoles da oitava geração enquanto trabalhava em Final Fantasy XV. Final Fantasy Type-0 HD foi desenvolvido em parceria com a HexaDrive e foi originalmente anunciado durante a E3 de 2014, com seu lançamento mundial ocorrendo em março de 2015. O diretor afirmou em uma entrevista após o lançamento de Type-0 que ele gostaria de explorar mais sobre a história distante de Orience após os eventos do jogo. Foram registradas marcas para Type-1, Type-2 e Type-3 pouco depois da de Type-0, porém foi sugerido que isso era simplesmente uma medida de precaução. Tabata comentou durante entrevistas em 2014 que gostaria de trabalhar em Type-1 após completar XV, posteriormente explicando que o conceito da série Type era publicar jogos Final Fantasy experimentais demais para a série principal. Ele espera continuar com a série se Type-0 HD for um sucesso comercial.